# Mirandotanais vorax
Mirandotanais vorax is een naaldkreeftjessoort uit de familie van de Mirandotanaidae. De wetenschappelijke naam van de soort is voor het eerst geldig gepubliceerd in 1974 door Kussakin & Tzareva.